# Mount Holly (Vermont)
Mount Holly es un pueblo ubicado en el condado de Rutland en el estado estadounidense de Vermont. En el año 2010 tenía una población de 1,237 habitantes y una densidad poblacional de 9.6 personas por km².

## Geografía
Mount Holly se encuentra ubicado en las coordenadas 43°26′21″N 72°48′39″O / 43.43917, -72.81083.

## Demografía
Según la Oficina del Censo en 2000 los ingresos medios por hogar en la localidad eran de $41,364 y los ingresos medios por familia eran $44,821. Los hombres tenían unos ingresos medios de $31,761 frente a los $26,985 para las mujeres. La renta per cápita para la localidad era de $20,337. Alrededor del 9.7% de la población estaban por debajo del umbral de pobreza.